# HD 131664
HD 131664 är en ensam stjärna belägen i den mellersta delen av stjärnbilden Paradisfågeln. Den har en skenbar magnitud av ca 8,13 och kräver åtminstone en stark handkikare eller ett mindre teleskop för att kunna observeras. Baserat på parallax enligt Gaia Data Release 2 på ca 18,9 mas, beräknas den befinna sig på ett avstånd på ca 173 ljusår (ca 53 parsek) från solen. Den rör sig bort från solen med en heliocentrisk radialhastighet på ca 35 km/s.

## Egenskaper
HD 131664 är en gul till vit stjärna i huvudserien av spektralklass G3 V. Den har en massa som är ca 1,1 solmassor, en radie som är ca 1,2 solradier och har ca 1,6 gånger solens utstrålning av energi från dess fotosfär vid en effektiv temperatur av ca 5 900 K.

## Planetsystem
Upptäckten av en brun dvärg i omloppsbana kring HD 131664 tillkännagavs den 26 oktober 2008 och betecknades HD 131664 b. Objektet upptäcktes genom Dopplermätningar av värdstjärnan mellan 2004 och 2008. Denna bruna dvärg har en massa av minst 18,15 gånger Jupiters och kretsar i en långsträckt, excentrisk bana som helt ligger inom stjärnans beboeliga zon. Dess omloppsperiod (1 951 dygn eller 5,34 år) är bland det dussin längsta exoplanetperioder som var kända år 2009. Uppföljningsstudier med Hipparcossatelliten avgränsade ytterligare den förutsagda massan av följeslagaren, vilket ger en bästa uppskattning av 23+26−5 MJ.
| Planet | Massa           | Halv storaxel (AE) | Siderisk omloppstid (d) | Excentricitet | Inklination | Radie |
| ------ | --------------- | ------------------ | ----------------------- | ------------- | ----------- | ----- |
| b      | ≥18,15 ± 0,35MJ | 3,17 ± 0,03        | 1 951 ± 41              | 0,638 ± 0,02  | 149,3-171,9 | -     |